# Arnoldo II Hahót
Arnoldo (II) Hahót (in ungherese Hahót nembeli (II.) Arnold; ... – dopo il 1244) fu un nobile ungherese che rivestì la carica di palatino d'Ungheria per un breve periodo nel 1242.

## Biografia
Arnoldo II discendeva dalla famiglia degli Hahót ed era uno dei tre figli di Arnoldo I, fondatore di un monastero ad Hahót, nel comitato di Zala, dedicato a Santa Margherita. I due fratelli di Arnoldo erano Panyit, divenuto famoso per le sue azioni violente e i saccheggi condotti contro i feudi a lui vicini tra 1250 e 1270, e Keled I, progenitore della nobile famiglia degli Hahóti. Arnoldo II ebbe due figli da una moglie di cui si ignora l'identità: Nicola III, che si ribellò al governo del re Stefano V nel 1270, e Arnoldo III, il quale catturò il pretendente Andrea il Veneziano nel 1290 (il futuro re Andrea III).
Menzionato per la prima volta da fonti medievali a partire dal 1233, Arnoldo figurava tra gli allora sostenitori del duca Béla, che si era a lungo opposto all'«inutile e superflua perpetua eredità» di suo padre, il re Andrea II». Dopo che Béla successe al padre in modo incontrastato nell'ottobre del 1235, Arnoldo prestò servizio come ispán del comitato di Zala dal 1235 al 1239. In questa veste, ad Arnoldo fu affidato il compito di capeggiate quel comitato di inchiesta nel 1236-1237 che supervisionò e talvolta annullò le precedenti concessioni di feudi avvenute nella parte sud-occidentale della Transdanubio (principalmente il comitato di Zala). Sotto Arnoldo, diversi nobili e ecclesiastici locali presero parte al processo, ad esempio Bartolomeo, vescovo di Vesprimia, Casimiro, il prevosto della stessa città e Michele, il conte di tárnok, oltre a membri della nobiltà minore. In seguito fu nominato ispán del comitato di Somogy nel 1240, ricoprendo la carica fino al novembre 1242. Dopo la battaglia di Mohi condotta nell'ambito della prima invasione mongola dell'Ungheria, in occasione della quale fu ucciso il palatino Dionigi Tomaj, Arnoldo fu nominato suo successore e colmò un vuoto in quella carica durato quasi un anno. È plausibile che all'indomani della  catastrofica disfatta riportata contro i mongoli, Arnoldo si fosse unito al seguito di Béla IV, scampato per miracolo dal campo di battaglia e arrivato in Dalmazia. Forse Arnoldo fu nominato palatino per un periodo temporaneo, ossia mentre Béla confidava dal suo esilio nel completo ritiro delle forze mongole e, in seguito, al ristabilimento della corte reale in Ungheria. Arnoldo rimase al vertice dell'ispanato di Somogy fino al 1246.
Dopo essere stato sostituito come palatino, Arnoldo agì in veste di ispán del comitato di Sopron nel 1243. Durante quel periodo, ricevette in donazione dei Béla IV. Probabilmente fu Arnoldo a costruire i castelli di Pölöske e Sztrigó (la moderna Štrigova, in Croazia) nel comitato di Zala in un periodo imprecisato tra il 1240 e il 1250, dopo che Béla, nel tentativo di contrastare una nuova potenziale invasione mongola, abrogò l'antica prerogativa reale secondo cui il diritto di costruire e possedere castelli spettasse unicamente al monarca. Arnoldo funse da ispán del comitato di Nitra nel 1244; secondo uno statuto dalla dubbia autenticità, ricoprì la carica anche nel 1245. Poiché il suo figlio minore Arnoldo III era ancora minorenne nel 1270, è plausibile che Arnoldo II fosse ancora vivo poco prima del 1260.